# ETV2
ETV2 (in estone ETV Kaks) è il secondo canale dell'Eesti Rahvusringhääling (ERR), focalizzato sulla programmazione per bambini durante il giorno e che offre contenuti culturali la sera.